# Jane Urquhart

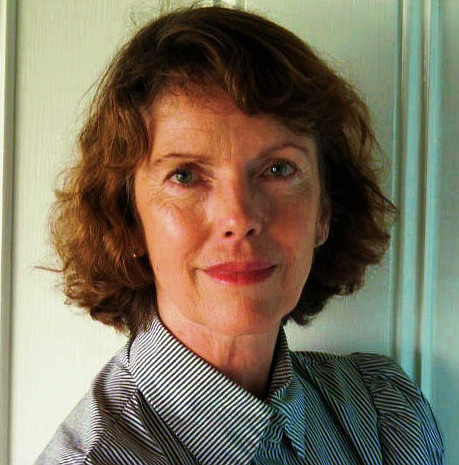
Jane Urquhart

Jane Urquhart (* 21. Juni 1949 in Little Long Lac, Geraldton, Ontario) gehört zu den erfolgreichsten kanadischen Schriftstellerinnen der Gegenwart.
In Nordontario, nördlich von Thunder Bay, geboren, wuchs Urquhart in Toronto auf und besuchte dort die private Mädchenschule Havergal College. Sie ging nach Vancouver auf das Junior-College, besuchte dann die Universität in Guelph. Sie erwarb 1971 ihren B.A. in Englischer Literatur. Nach dem Unfalltod ihres Ehemannes, des Künstlers Paul Keele, ging sie an die Universität zurück und machte 1975 ihren B.A. in Kunstgeschichte.
Neben drei Gedichtbänden (I'm Walking in the Garden of His Imaginary Palace, False Shuffles und The Little Flowers of Madame de Montespan) wurden die Romane Fort (1995), Übermalungen (1997), Im Strudel (2002) und Die Bildhauer (2004) ins Deutsche übersetzt.
1992 war ihre Novelle The Whirlpool das erste kanadische Buch, das den prestigeträchtigen französischen Prix du Meilleur Livre Etranger (Preis für das beste ausländische Buch) gewann. Ihre dritte Erzählung, Away, blieb 132 Wochen auf der nationalen kanadischen Bestsellerliste (länger als jedes andere kanadische Buch) und gewann 1994 den Trillium Book Award.
Ebenfalls 1994 erhielt Urquhart den Marian Engel Preis, 1996 war sie mit Away für den International IMPAC Dublin Literary Award nominiert, 1997 erhielt sie den Governor General’s Award for Fiction, Kanadas begehrtesten Literaturpreis; für ihr Werk Die Bildhauer war sie 2003 für den Booker Prize nominiert. Sie war außerdem mehrfach für die kanadischen Literaturpreise Scotiabank-Giller-Preis und den Rogers Writers’ Trust Fiction Prize nominiert.
Urquhart lebt mit ihrem zweiten Ehemann, dem kanadischen Künstler Tony Urquhart und der gemeinsamen Tochter Emily in einer Kleinstadt im Südwesten Ontarios.

## Werke (Auswahl)
- The Whirlpool. 1986
  - Im Strudel. Übers. Monika Baark[2]
- Storm Glass. 1987, Kurzgeschichte
- Changing Heaven. 1990
  - Die Ballonfahrerin. Übers. Berthold Radke
- Away. 1993
  - Fort. Übers. Werner Richter
- The Underpainter. 1997
  - Übermalungen. Übers. Peter Knecht
- The Stone Carvers. 2001
  - Die Bildhauer. Übers. Barbara Schaden. Berlin Verlag, 2003 ISBN 3827000823
- A Map of Glass. 2005
  - Die gläserne Karte. Übers. Werner Löcher-Lawrence
- Sanctuary Line. 2010
  - Der Schmetterlingsbaum. Übers. Barbara Schaden. Berlin Verlag, 2012 ISBN 978-3-8270-1063-6

## Notizen
1. ↑  heute Greenstone
2. ↑  Schmalz, jetzt Baark, in der Übersetzer-Datenbank des VdÜ, 2019
3. ↑  Diplomarbeit, Kultur- und Literaturwissenschaft, Studiengang Bibliotheks- und Medienmanagement der Hochschule der Medien Stuttgart. Zu Fort.

| Personendaten    | Personendaten                      |
| ---------------- | ---------------------------------- |
| NAME             | Urquhart, Jane                     |
| KURZBESCHREIBUNG | kanadische Schriftstellerin        |
| GEBURTSDATUM     | 21. Juni 1949                      |
| GEBURTSORT       | Little Long Lac, Geralton, Ontario |